# فرودگاه ال فورت
فرودگاه ال فورت (به انگلیسی: El Fuerte Airport) یک فرودگاه همگانی است که یک باند فرود آسفالت دارد و طول باند آن ۱۴۶۳ متر است. این فرودگاه در کشور مکزیک قرار دارد و در ارتفاع ۹۷ متری از سطح دریا واقع شده است.